# Gonioscelis chloris
Gonioscelis chloris là một loài ruồi trong họ Asilidae. Gonioscelis chloris được Londt miêu tả năm 2004. Loài này phân bố ở vùng nhiệt đới châu Phi.